# Das ist so Togo
Das ist so Togo is een serie korte MTV-filmpjes, ook wel shorts genoemd, uitgezonden in 2006. De serie gaat over de Duitser Toni Zudenstein, gespeeld door Kenneth Steffers, die in deze fictieve serie toont hoe het is om als geboren Duitser een fanatieke supporter te zijn van het Togolese voetbalelftal. Hiermee bewijst Zudenstein dat echt supporterschap niets met landsgrenzen te maken heeft. Zudenstein woont in het deprimerende Bruckhausen (Ruhrgebied), gelegen in de Duitse industriestad Duisburg.
De serie bestaat uit verschillende afleveringen waarin Zudenstein onder meer op het dak van een rijdende bus zit en met een bierkrat op zijn hoofd op weg naar huis loopt om zijn alcoholistische vader van drank te voorzien. Vader Zudenstein drinkt veel omdat hij zich zorgen maakt over de gevoelens en vervreemding van zijn zoon. Toni Zudensteins moeder maakt zich ook ernstige zorgen, maar uit dit vooral door telkens nee te schudden en zich te concentreren op kruiswoordpuzzels.
Van de serie is in 2006 ook een videoclip Das Ruhrgebiet (Toni Togo Song) gemaakt, die werd ingezongen door de Duitse volkszanger Wolfgang Petry. Het nummer is oorspronkelijk al in 1993 opgenomen en in Duitsland uitgebracht als maxisingle.

## Mockumentary
In de uitzending van 28 maart 2006 van De Wereld Draait Door vraagt presentator Matthijs van Nieuwkerk waar producent Diederiekje Bok de Togo-fan vandaan heeft gehaald. “Die kwamen we tegen via internet”, antwoord Bok. Van Nieuwkerk en tafelheer Tygo Gernandt reageren verbaasd en de presentator vraagt: “Je gaat me toch niet vertellen dat deze filmpjes echt zijn?” Diederiekje antwoord: “Net zo echt als de handen van Che”, waarmee ze doelt op een citaat, toegeschreven aan Che Guevara: "De waarheid ligt verscholen in de verschillende interpretaties waaruit ze is opgebouwd."

## Citaten
- Toni ist sooo Togo. (de voice-over benadrukt hoe Togo de Duitse voetbalfan Toni wel niet is)

## Trivia
- MTV gebruikte in het verleden zowel de aanduiding Toni als Tony.
- Zudenstein is de 'echte' achternaam van Toni maar in Togo hebben ze moeite met het uitspreken van die klank. Daar noemen ze hem Zundenstein, met een toegevoegde letter 'n'.
- De opnamen vonden ook daadwerkelijk plaats in een Duitse arbeidersflat in Bruckhausen, een stadsdeel van Duisburg.
- De woning is in 2009 gesloopt wegens herinrichting van de wijk.
- Behalve de Togofilmpjes en een videoclip waren er in 2006 ook Toni Togofeesten en T-shirts.
- In Nieuwe Revu, welke de serie sponsorde, verschenen een aantal specials over Toni Zundenstein.
- De serie is een tegengesteld vervolg op de MTV-serie Deutschland Liebt Günther uit 2004.